# 高昌

高昌国

5世紀の西域諸国と高昌国の位置（右端）。

高昌（こうしょう、拼音：Gāochāng、ウイグル語： Qara-hoja、khocho）は、中国の南北朝時代から唐代にかけて現在の新疆ウイグル自治区トルファン市に存在したオアシス都市国家。元・明代にはウイグル語「Qara-hoja」の音訳から「哈拉和卓｣（カラ・ホージャ）・｢火州｣・｢霍州」など として記録されている。トルファン市高昌区には、城址遺跡「高昌故城」が残っている。

## 歴史
以下の文章は『周書』（列伝第四十二 異域下）・『隋書』（列伝第四十八 西域）・『北史』（列伝第八十五 西域）・『旧唐書』（列伝第一百四十八 西戎）・『新唐書』（列伝第一百四十六上 西域上）に依るもの。

### 漢代から晋代
この地には古くから姑師という国があったが、漢の武帝（在位：前141年 - 前87年）の時代に姑師国は降され、車師前後王国および山北六国に分割された。宣帝（在位：前73年 - 前49年）の時に派遣された軍人とその親族がここに軍を屯田させ、耕作と守備を行った。元帝（在位：前48年 - 前33年）の時に「地勢高敞、人庶昌盛」と言われた「高昌壁」（あるいは高昌塁）と呼ばれる軍事基地が作られた。ここに漢は戊己校尉を置き、高昌を管理した。
続く後漢・魏・西晋の時代にも同様の制度が踏襲されている。ただし一時期涼州敦煌郡に属していたこともある。

### 五胡十六国時代
327年、五胡十六国時代の前涼支配下で、戊己校尉である趙貞が謀反を起こしたため、張駿がこれを鎮圧し、その機会に高昌郡が設置され、いくつかの県に分けられた。その後、前秦・後涼・西涼・北涼の支配を経る。

### 北朝時代

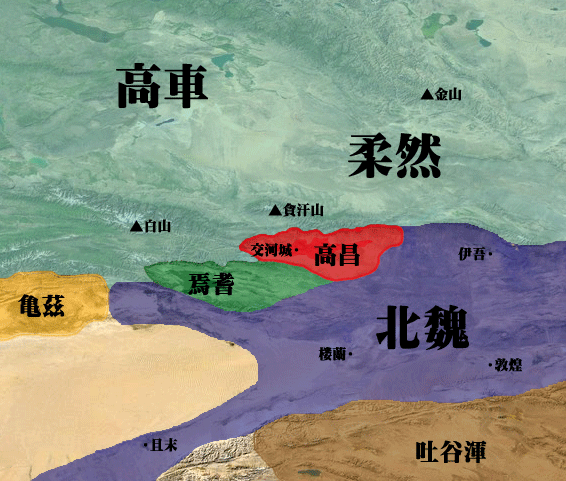
北魏時代の高昌と周辺国。

北魏の太武帝（在位：423年 - 452年）の時代、闞爽が高昌太守になる。太延（435年 - 440年）中、太武帝は散騎侍郎の王恩生らを高昌郡に遣わしたが、柔然に捕えられてしまう。太平真君（440年 - 451年）中、闞爽は沮渠無諱に襲撃され、沮渠無諱が高昌郡を奪って太守となった。沮渠無諱が死ぬと、弟の沮渠安周が立つ。
448年には、沮渠安周がトルファン盆地の車師へ侵攻し、車師人は西へ逃走する。
和平元年（460年）、高昌郡は柔然に併合されると、柔然によって闞伯周が高昌王に立てられ、ここで初めて高昌国が成立する。
太和（477年 - 499年）の初め、闞伯周が死去したため、子の闞義成が立った。1年あまりして闞義成は兄の闞首帰に殺され、闞首帰が自立して高昌王となる。
太和5年（481年）、高車王の阿伏至羅が闞首帰兄弟を殺し、敦煌人の張孟明を高昌王に立てた。。後に張孟明も国人に殺されたため、馬儒が立てられて高昌王となり、鞏顧礼・麴嘉をもって左右長史とした。
太和21年（497年）、馬儒は司馬の王体玄を北魏に遣わして奉表朝貢させ、挙国内徙を求めた。孝文帝（在位：471年 - 499年）はこれを納め、明威将軍の韓安保に千余騎を率いさせて高昌に赴かせた。羊榛水に至り、馬儒は麴嘉・鞏顧礼に歩騎1500を率いさせて韓安保を出迎えさせた。しかし、高昌から400里の地点でも韓安保が来なかったため、鞏顧礼らは高昌に帰り、韓安保もまた伊吾に帰った。韓安保は韓興安ら12人の使者を高昌に送り、馬儒はふたたび鞏顧礼の将でその世子である鞏義舒を遣わして韓安保の使者を迎えた。しかし、高昌旧人は本土に愛着があり、東遷を願わなかったため、馬儒を殺して麴嘉を立てて王とした。

### 麴氏高昌
麴嘉は高昌王に即位すると、柔然可汗の那蓋（在位：492年 - 506年）に臣従した。そのため、鞏顧礼と鞏義舒は韓安保に随従して洛陽に至る。
柔然の始平3年（508年）、柔然可汗の伏図（在位：506年 - 508年）が高車王の弥俄突に殺されると、麴嘉は高車に臣従した。また、麴嘉は嚈噠（エフタル）に攻撃されて王位不在となった焉耆（えんき）国の民衆から焉耆王になるよう頼まれたので、その第二子を派遣して焉耆王として焉耆国を統治させた。
永平元年（508年）、麴嘉は兄の子である左衛将軍で田地郡太守の麴孝亮を京師（洛陽）に遣わして参朝させ、内徙を求めた。そこで北魏は龍驤将軍の孟威に涼州兵3千人をつけてこれを迎えさせた。麴嘉はその後も何度か遣使を送っては珠像・白黒貂裘・名馬・塩枕などを献上した。
永平3年（510年）、麴嘉は北魏に遣使を送って朝貢し、宣武帝（在位：499年 - 515年）はまた孟威を遣わしてこれを労わせた。
延昌（512年 - 515年）中、北魏によって麴嘉は持節・平西将軍・瓜州刺史を拝命、泰臨県開国伯に封ぜられた。
熙平（516年 - 518年）の初め、遣使朝献。神亀元年（518年）冬、麴孝亮はふたたび内徙を求めたが、朝廷は許可しなかった。
正光元年（520年）、孝明帝（在位：515年 - 528年）は員外将軍の趙義らを麴嘉に遣わした。麴嘉は朝貢不絶で、また遣使奉表し、自以辺遐、不習典誥、五経・諸史の貸出を求め、あわせて国子助教の劉燮を博士とすることを求めたため、孝明帝はこれを許した。
麴嘉が死ぬと孝明帝は彼に鎮西将軍・涼州刺史を贈った。また、子の麴堅が立ったが、後に関中で賊乱が起きたため、使命は遂に途絶える。
普泰元年（531年）、麴堅が遣使朝貢したため、北魏は平西将軍・瓜州刺史・泰臨県伯とした。また加えて衛将軍とした。
永熙（532年 - 534年）中に至り、特進儀同三司、進んで郡公となる。後に遂に隔絶。
西魏の大統14年（548年）、文帝（在位：535年 – 551年）は詔で麴堅の世子である麴玄喜を高昌王とした。恭帝2年（555年）、また田地郡公麴宝茂を高昌王とした。
北周の武成元年（559年）、その王は遣使を送って方物を献上した。保定（561年 - 565年）の初め、また遣使来貢。

### 隋代

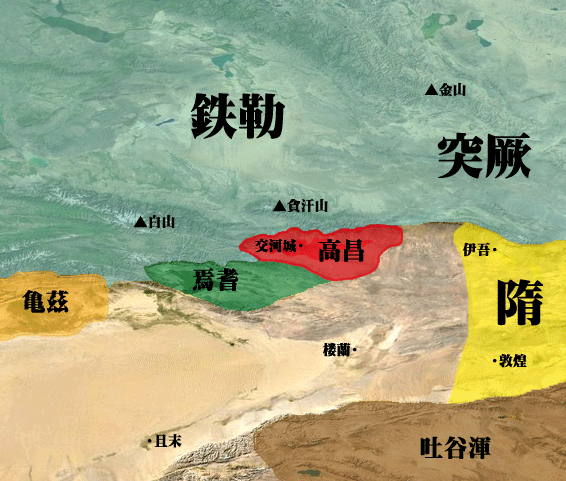
隋代の高昌と周辺国。

開皇10年（590年）、突厥が高昌の4城を破ったため、2千人が中国に亡命した。
麴乾固が死に、子の麴伯雅が立つ。麴伯雅の大母はもと突厥可汗の娘であったため、麴堅が死ぬと突厥の風習に従い、レビラト婚をしようとしたが、麴伯雅がしばらく応じなかった。そのため、突厥が高昌に迫って無理やりレビラト婚をさせた。
隋の煬帝（在位：604年 - 618年）が即位すると、諸蕃を引致した。
大業4年（608年）、高昌は初めて隋に遣使を送って貢献し、翌大業5年（609年）には麴伯雅自らが来朝、そのまま高句麗遠征に従軍した。遠征後、麴伯雅は左光禄大夫・車師太守を拝命し、弁国公に封ぜられ、隋の華容公主を娶った。
大業8年（612年）冬、麴伯雅は隋より帰国する。時に麴伯雅は以前から鉄勒（てつろく）に臣従していたため、高昌国には鉄勒の重臣が常駐しており、商胡の往来者から税を徴収していた。

### 唐代
618年、中国では隋が滅んで唐が成立する。

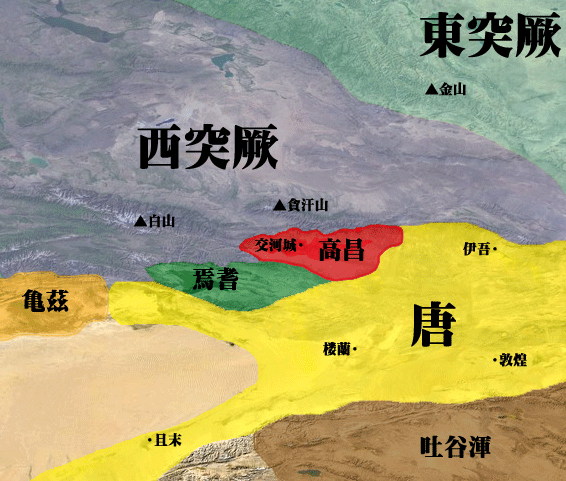
唐代の高昌と周辺国。

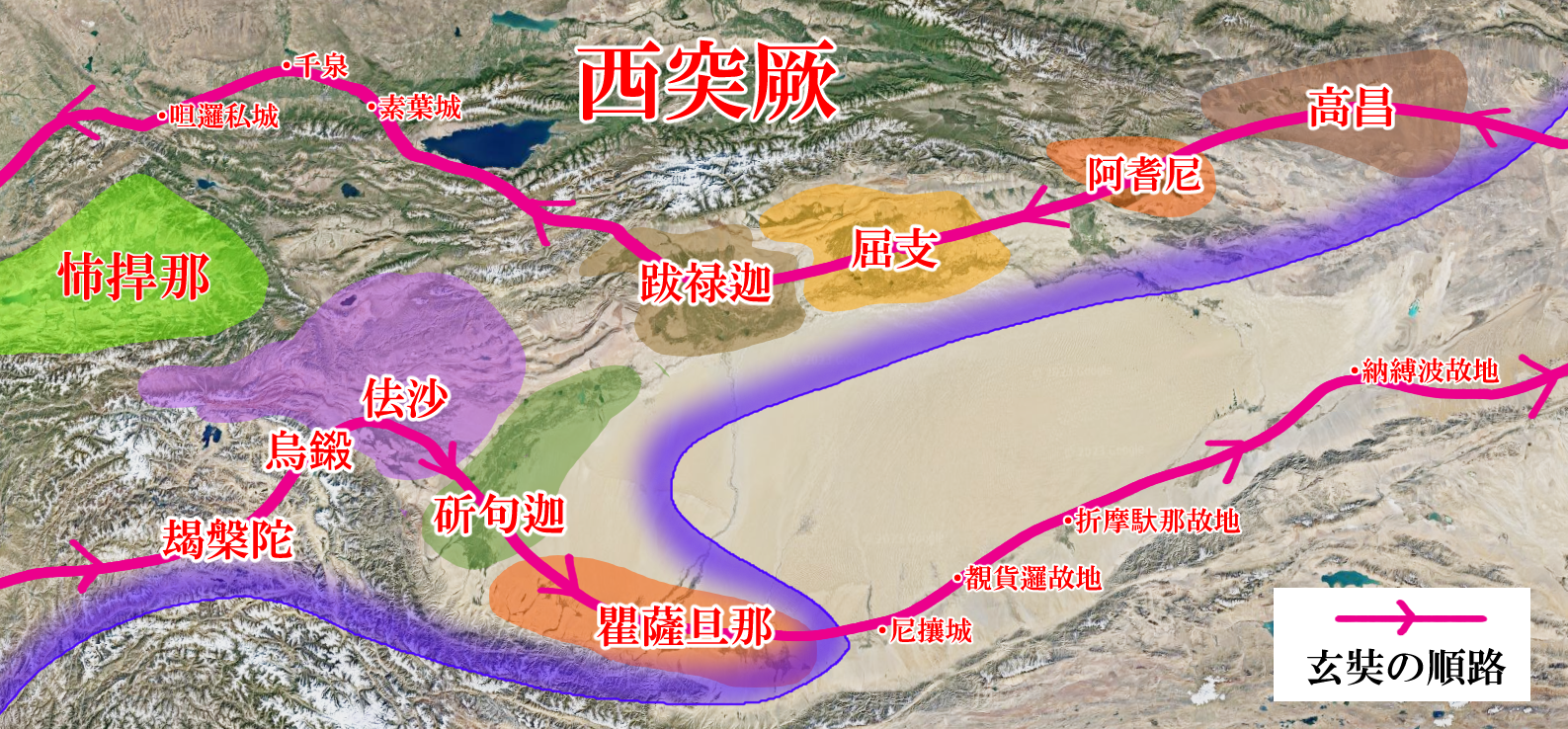
7世紀のタリム盆地（大唐西域記）

武徳2年（619年）、麴伯雅が死に、子の麴文泰が後を継いだ。武徳7年（624年）、麴文泰は雄雌の拂菻狗を献上した。
太宗（在位：626年 - 649年）が即位すると、麴文泰は玄狐裘を貢納したため、その妻の宇文氏に花鈿一具を賜った。宇文氏はふたたび玉盤を貢納した。
貞観4年（630年）冬、麴文泰が唐に入朝すると、太宗は宇文氏に国姓の李姓を賜い、常楽公主に封じた。この年、唐が東突厥を倒して東方の伊吾（ハミ）一帯を取ると、その進出を恐れた麴文泰は西突厥とむすび、イルテベルの称号を得て、妹を西突厥の統葉護可汗（トン・ヤブグ・カガン、在位：618年? - 628年）の子に嫁がせるなどの対抗策をとった。
時に西域諸国の来朝貢者はすべて高昌を経由して唐に赴いていたが、後に麴文泰によって唐への道を封鎖されてしまい、唐への朝貢ができなくなった。伊吾は先に西突厥に臣従していたが、ここに至って唐に内属したため、麴文泰は西突厥の葉護（ヤブグ：官名）と連結し、伊吾を攻撃しようとした。そこで太宗はその大臣で冠軍の阿史那矩を召して入朝させ、議事させようとした。麴文泰は阿史那矩を遣わさず、その長史の麴雍を遣わして謝罪に行かせた。
麴文泰は西突厥の乙毗設と焉耆の3城を撃破し、その男女を捕虜にして去った。焉耆王は上表してこれを唐に訴えたため、太宗は虞部郎中の李道裕を遣わしてその状を往問した。
貞観13年（639年）、薛延陀可汗の夷男が高昌討伐を願い出たため、太宗はこれを許可した。一方で太宗は麴文泰に最後の呼びだしをかけたが、麴文泰は病と称して呼び出しに応じなかった。そこで太宗は吏部尚書の侯君集を交河道大総管とし、左屯衛大将軍の薛万均及び突厥と契苾の衆を率いさせ、歩騎数万衆で高昌討伐を行った。
貞観14年（640年）、麴文泰は唐の大軍が迫ってくるのを聞くと発病して死んだ。そのため、子の麴智盛が高昌王に即位したが、既に侯君集の兵が柳谷にまで迫り、田地城が陥落したため、麴智盛は侯君集に書を送って「罪があるのは父であり、私ではない」と弁明した。しかし、侯君集は聞き入れず、首都である交河城に迫り、衝車や抛車といった攻城兵器を使って攻城を始めた。投石によって城内は大いに混乱したため、麴智盛は遂に城を出て降伏した。これによって高昌国の3州・5県・22城は唐の勢力下に入った。そこで太宗はこの地を西昌州とし、まもなく西州に改め、安西都護府を置いて、タリム盆地の支配を開始した。

### 天山ウイグル王国領

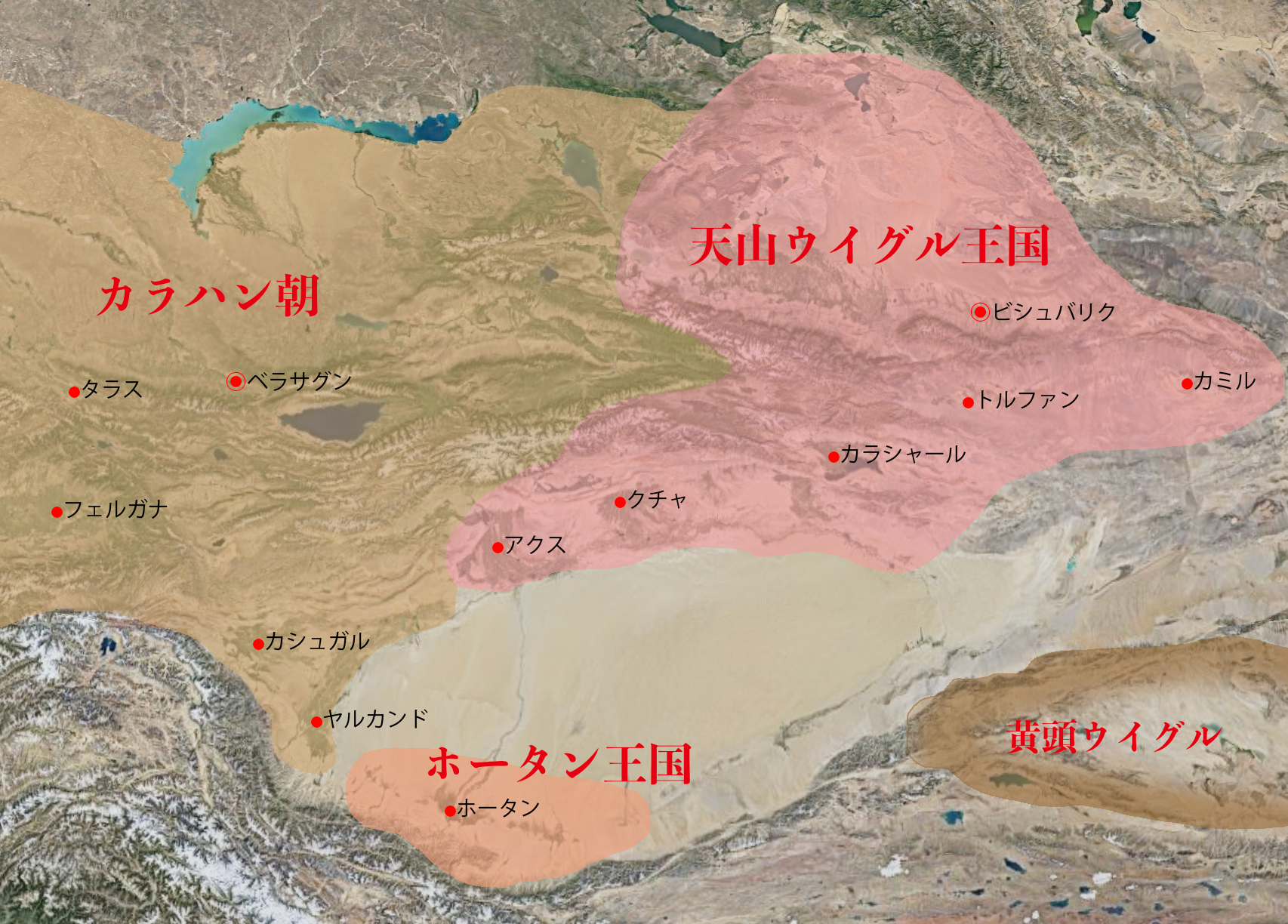
天山ウイグルとカラハン朝。

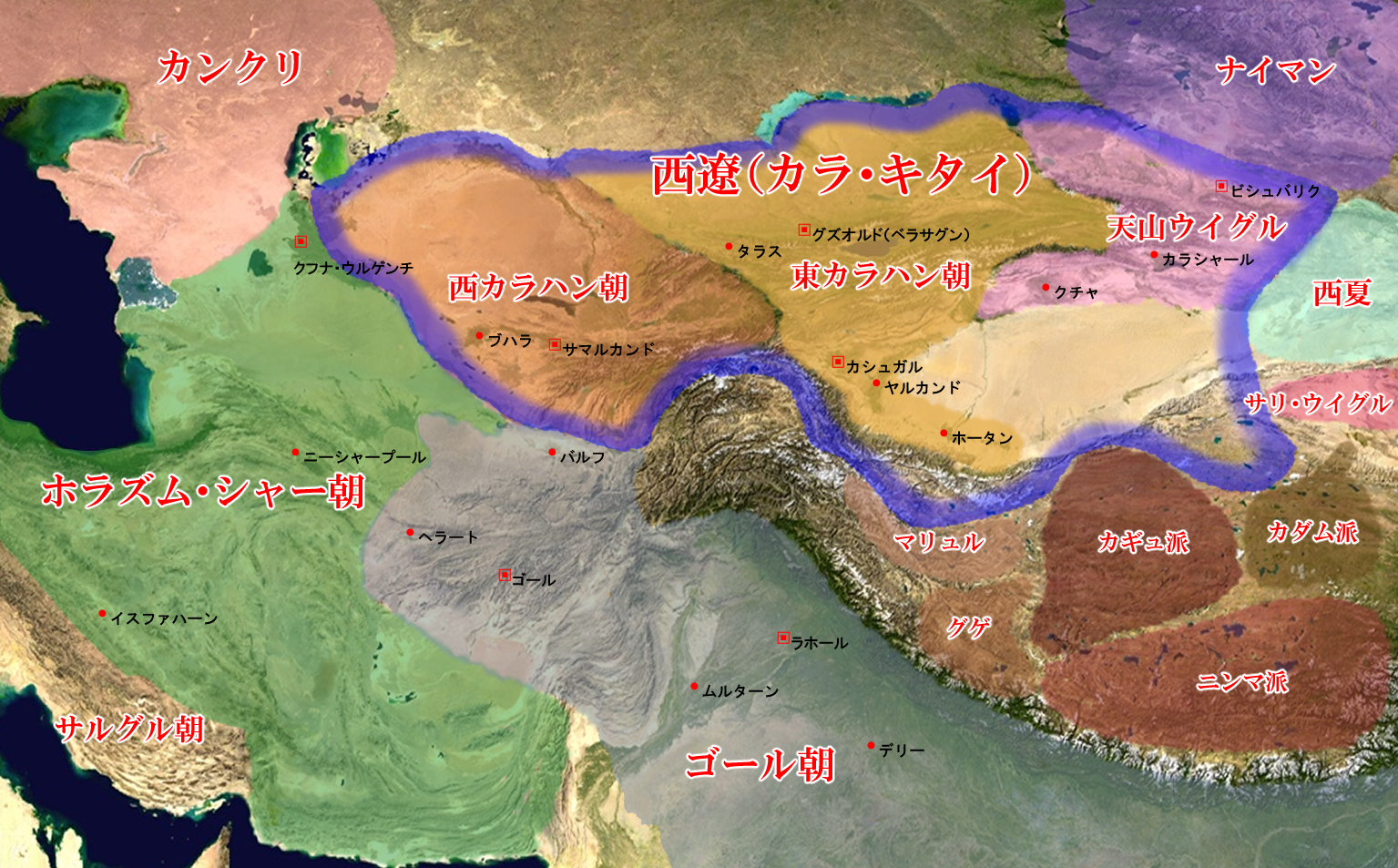
12世紀末の中央アジア

756年に起こった安史の乱の後、唐の支配力が低下し、840年の回鶻可汗国崩壊後には天山ウイグル王国の支配下となり、しばしば首都となることが多かった。そのため、900年代から1100年代にかけて、「高昌回鶻」として北宋や遼に朝貢している。このころの高昌は「カラ・コージャ」と呼ばれていた。
1125年頃以降、天山ウイグル王国は西遼（カラ・キタイ）の属国となり、1211年にはモンゴル帝国の衛星国となった。1260年代にオゴデイ家のカイドゥとクビライ・カアンとの抗争が始まると、カイドゥはチャガタイ家を併合し、｢カイドゥの国｣（カイドゥ・ウルス）を形成し、クビライの支配する大元ウルスと対立、天山ウイグル王国は両勢力の抗争の最前線となってしまう。1275年にはカイドゥに臣従したチャガタイ家のドゥアが天山ウイグル王国の首都カラ・コージャを包囲し、時の君主（イディクート）コチカル・テギンは自らの娘を差し出すことで滅亡を免れた（カラ・ホジョの戦い）。しかし、これ以後もカイドゥ・ウルスの攻撃は続き、ウイグル王家はカラ・コージャからクムル（哈密）、クムルから永昌へと東方に移住せざるを得なくなった。

### 吐魯番（トルファン）に至るまで
明の永楽年間には中国側から火州と呼ばれ、1409年・1413年にも朝貢している。1414年には明の陳誠がこの地に派遣されている。明の天順年間に吐魯番に併合された。

## 政治体制
この項は『北史』列伝第八十五 西域に依る。
君主である高昌王を頂点に以下の官職がある。
- 令尹（1名）…中国の相国（宰相）にあたる。
- 公（2名）…交河公と田地公の2人がおり、高昌の王子が封ぜられる。
- 左右衛
- 八長史
  - 吏部長史
  - 祠部長史
  - 庫部長史
  - 倉部長史
  - 主客長史
  - 礼部長史
  - 民部長史
  - 兵部長史
- 将軍
  - 建武将軍
  - 威遠将軍
  - 陵江将軍
  - 殿中将軍
  - 伏波将軍
- 八司馬…長史の副官である。
- 侍郎
- 校書郎
- 主簿
- 従事
- 省事

国の大事は王が決め、小事は世子及び二公が決めるが、書記を立てない。曹府がなく、ただ牙門に集まって衆事を評議する。諸城には戸曹・水曹・田曹がある。城ごとに司馬・侍郎を派遣して検校を監視し、名を城令とする。

## 習俗
服飾では男性は胡服を着て、女性は中国と大体同じもの（裙襦）を着て頭には髻を作る。武器には弓・箭・刀・楯・甲・矛がある。文字は中国と同じ（漢字）だが、胡書を兼用する。『毛詩』・『論語』・『孝経』があり、学官弟子を置いて互いに教授する。これらを読んで学習するが、すべて胡語である。賦税は銀銭を使い、無い者は麻布を貢納する。その刑法・風俗・婚姻・喪葬は中国と少し異なるが大いに同じである。

### 産業
地の多くは石磧であるが、気候が温暖で、穀麦が再熟し、養蚕に適し、五果が多い。羊刺という草があり、その上には蜜ができる。これらは水を引いて灌漑農業を行っている。朱のような赤塩、玉のような白塩を産出する。葡萄酒が多い。また、羊馬は隠僻の処で放牧し、外寇を避けている。貴人でなければその場所を知らない。

### 宗教
天神を祭る一方、仏法も信奉する。五胡十六国時代にはゾロアスター教も流行したが、仏教が最も重要な宗教だった。道教も一時的に影響を与えている。
高昌は玄奘三蔵の西域求法の発着点でもあった。630年に玄奘が出発した時は、文泰に歓待され、城内には50余りの寺院が存在した、と、『大唐西域記』に記している。その後、640年、玄奘がインド遊方の後に帰着した時には、高昌は既に滅んだ後であった。そのため、『大唐西域記』に記す際に、玄奘は「高昌故地」という表現を用いた。

## 地理
国土は東西300里、南北500里。唐代では東西800里、南北500里となる。四面の多くは山に囲まれており、北には赤石山があり、山北70里には貪汗山があり、夏には積雪する。この山の北は鉄勒界となる。

## 城
北周の時代の城数は16で、隋代では18、唐代になると21または22となる。
- 高昌城…トルファン市街地の東40kmの所にあり、城址遺跡「高昌故城」として残っている。面積は200万平方キロメートル、周囲は5キロメートルで、外城上、内城、宮城の3つの部分からなり、建築物は破損が激しく、荒涼とした風景が広がる[19]。
- 交河城…高昌国の王都であり、かつての車師前王庭である。現在も「交河故城」として遺跡が残る。
- 田地城…かつての戊己校尉所治であり、1万人の兵士が常駐していた。現在も高昌古城として遺跡が残る。
- 白棘城…高昌を去ること160里の地点にある。

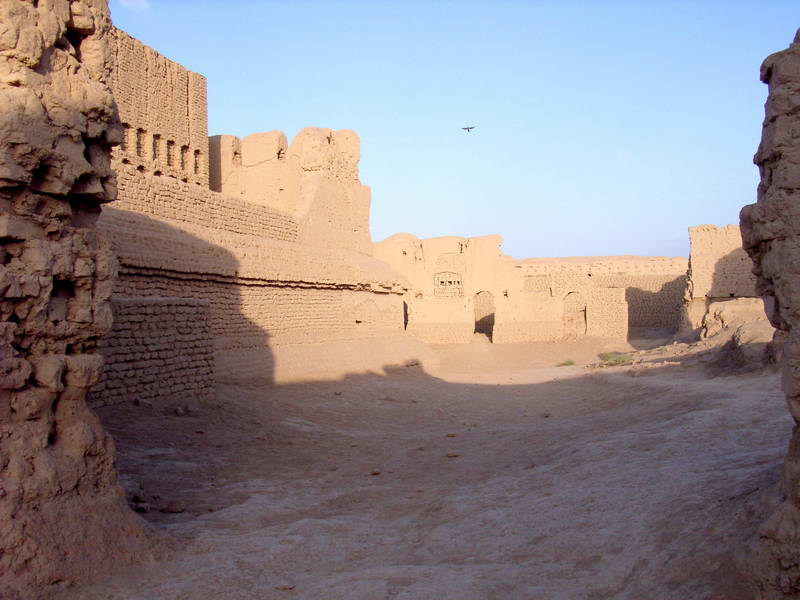
高昌故城
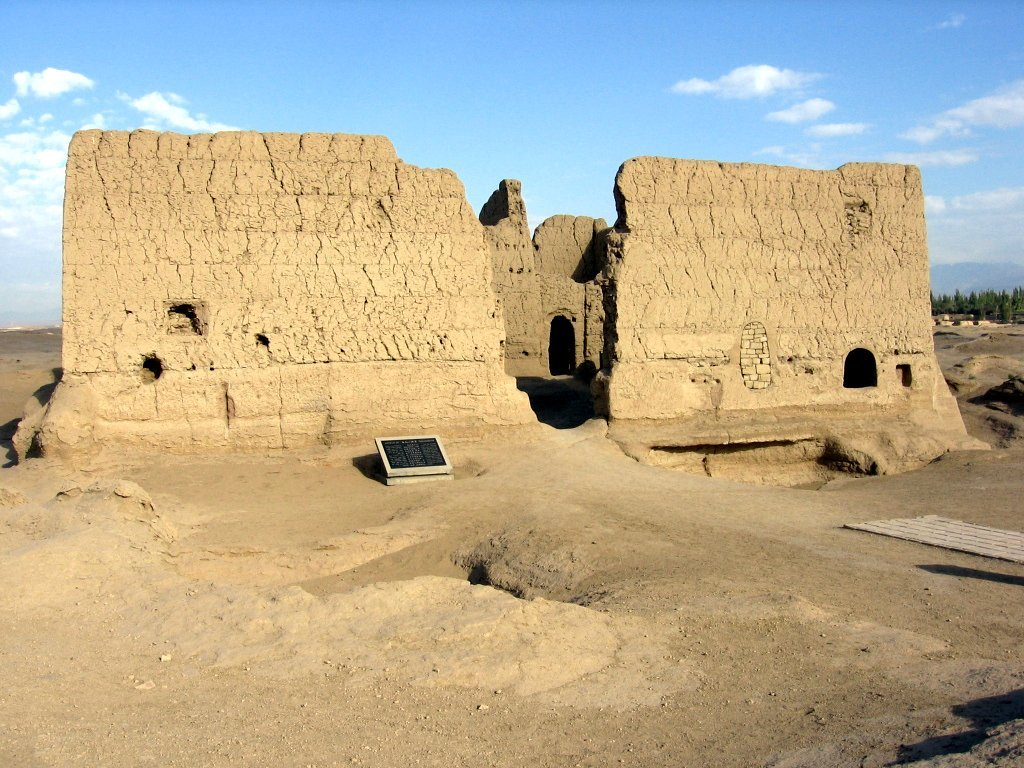
交河故城

## 住民
高昌国の住民は主として漢族であり、漢や魏の屯田兵、中国内地の戦乱からの避難民の後裔である。少数民族として、昭武九姓や西方からの移民が住む。そのため、高昌国の官制・兵制・賦役制・士族制は漢や晋の制度を踏襲している。ただし道具類には特色が見られる。漢民族の伝統文化が高昌にも根付いている。

## 歴代君主
| 名前         | 出自                           | 統治期間                   | 高昌の年号                                                   |
| ------------ | ------------------------------ | -------------------------- | ------------------------------------------------------------ |
| 闞伯周       | 柔然によって立てられる         | 460年 - 477年頃            |                                                              |
| 闞義成       | 伯周の子                       | 477年頃 - 478年頃          |                                                              |
| 闞首帰       | 義成の兄                       | 478年頃 - 488年頃or491年頃 |                                                              |
| 張孟明       | 高車によって立てられる         | 488年頃or491年 - 496年頃   |                                                              |
| 馬儒         | 敦煌郡の人                     | 496年頃 - 501年頃          |                                                              |
| 麴嘉         | 王莽時期に移り住んだ漢人の後裔 | 501年or502年 - 525年頃在位 | 承平 501年or502年 - 509年or510年 義熙 510年or511年 - 525年頃 |
| 麴光         | 麴嘉の子                       | 525年頃 - 530年頃          | 甘露 525年頃 - 530年頃                                       |
| 麴堅         | 麴嘉の子で、麴光の弟           | 531年 - 548年              | 章和 531年 - 548年                                           |
| 麴玄喜       | 麴堅の子                       | 549年 - 550年              | 永平 549年 - 550年                                           |
| 麴 (名不明1) | 麴玄喜の子                     | 551年 - 554年              | 和平 551年 - 554年                                           |
| 麴宝茂       | 麴 (名不明1)の子               | 555年 - 560年              | 建昌 555年 - 560年                                           |
| 麴乾固       | 麴宝茂の子                     | 561年 - 601年              | 延昌 561年 - 601年                                           |
| 麴伯雅       | 麴乾固の子                     | 602年 - 613年              | 延和 602年 - 613年                                           |
| 麴 (名不明2) | 出身不詳、政変により登位       | 614年 - 619年              | 義和 614年 - 619年                                           |
| 麴伯雅       | 復位                           | 620年 - 623年              | 重光 620年 - 623年                                           |
| 麴文泰       | 麴伯雅の子                     | 624年 - 640年              | 延寿 624年 - 640年                                           |
| 麴智盛       | 麴文泰の子                     | 640年                      | 独自年号無し                                                 |